# 想象 (杂志)

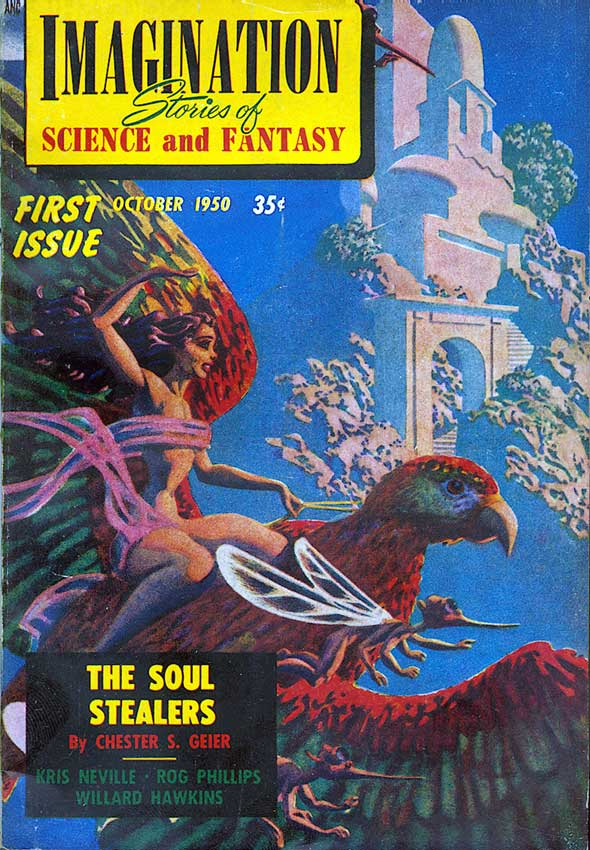
汉尼斯·博克绘制的《想象》创刊号封面

《想象》（英語：Imagination）是雷蒙德·帕尔默旗下克拉克出版公司1950年10月推出的奇幻科幻杂志，发行权很快就转让给威廉·哈姆林的绿叶出版公司，哈姆林从1951年2月的第三期开始主编直至停刊，并于1954年推出姐妹杂志《想象传说》，两本杂志都在1958年底美国新闻公司清盘导致的美国杂志分销网大地震中停刊。
与20世纪40年代末至50年代初问世的其他众多科幻杂志相比，《想象》在商业上更加成功，共发行63期。但是，杂志因刊登大量低质量太空歌剧和冒险小说臭名昭著，现代文学史学家对其不屑一顾。哈姆林为杂志选定娱乐导向的编辑政策，曾在早期杂志发文断言“科幻从来就不是为教育而生的绝技”。《想象》刊登的文章大多评价不佳，但1952年5月刊登的《期末考试》是罗伯特·谢克里发表的首篇职业作品，在杂志发文的其他名家包括菲利普·狄克、罗伯特·海因莱因和约翰·温德姆。

## 出版史

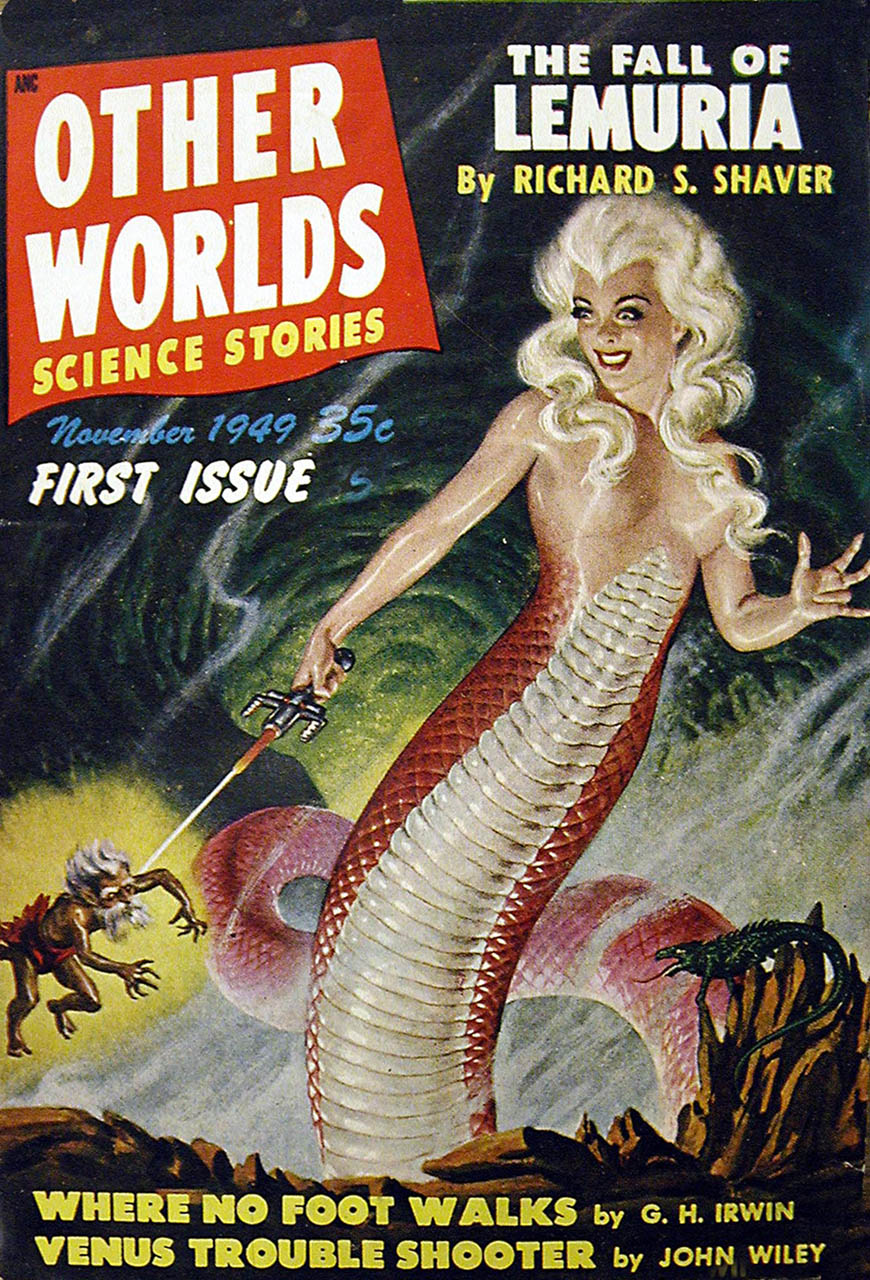
克拉克出版社推出的《异世界》创刊号封面，该杂志也是《想象》的姐妹刊

1926年，雨果·根斯巴克推出美国历史上首本纯科幻纸浆杂志《惊奇故事》，到了20世纪30年代末，科幻纸浆杂志已经红极一时，但局面不久就因第二次世界大战爆发受挫，多种杂志因纸张短缺停办，市场直到40年代后期才开始复苏。1946年时，美国仅有八种科幻杂志还在坚持，但到1950年已增至20种，1954年22种，《想象》便是在此期间问世。
1947年，《惊奇故事》主编雷蒙德·帕尔默（Raymond Palmer）在伊利诺伊州埃文斯顿创办克拉克出版社（Clark Publishing）。接下来他继续主编《惊奇故事》直至1949年末，并在1948年春发行《命运》（Fate），1949年11月又推出《异世界》创刊号。两本杂志标志的主编姓名都是“罗伯特·韦伯斯特”（Robert N. Webster），是帕尔默的化名，因为此时他还在主编另一家公司出版的《惊奇故事》，需要避免利益冲突。第二期《异世界》称今后的杂志将由韦伯斯特和帕尔默共同主编，但1950年3月推出的第三期已经无需伪装，杂志刊头的主编标以缩写（代指）。1949年9月3至5日，世界科幻大会在辛辛那提举行，帕乐默宣布已不再担任《惊奇故事》主编，并透露克拉克出版社的工作计划。他还与首次参加世界科幻大会的21岁科幻爱好者比娅·马哈蒂（Bea Mahaffey）面谈，最终聘请她出任助理主编。
帕尔默推出《命运》和《异世界》后又计划创办新杂志《想象》，并且到1950年中期已经找齐前两期的素材。但这年夏初他在地下室楼梯上不慎摔倒，导致腰部以下瘫痪。住院期间，《异世界》和《想象》的大部分编辑工作都是马哈蒂完成，后者虽然缺乏经验，但还足以应付。出版社聘请玛格·布德维格·桑德（Marge Budwig Saunder）担任助理，负责审阅不请自来的手稿，协助马哈蒂的工作。《想象》的创刊号是1950年10月刊，这年8月1日便开始在报摊上销售，计划按双月刊周期发行。9月，主办《惊奇故事》的齐夫-戴维斯集团（Ziff-Davis）决定从芝加哥迁至纽约；帕尔默迅速与威廉·哈姆林（William Hamling）联系，建议对方接手《想象》。哈姆林此时还在齐夫-戴维斯集团工作，但不想前往纽约，已经准备离职并创办绿叶出版公司（Greenleaf Publishing Company），他接受帕尔默的建议于11月离开齐夫-戴维斯集团，成为《想象》的主编兼出版商。
1954年，哈姆林创办姐妹杂志《想象传说》，他的绿叶出版公司同时还模仿《花花公子》推出男人杂志《流氓》（Rogue）。1957年，大型杂志发行商美国新闻公司（American News Company）清盘，大量杂志只能仓促寻找其他发行商。大部分独立发行商只愿代理月刊，而且要求的杂志尺寸比此时科幻杂志常见的文摘尺寸更大。杂志尺寸加大意味着成本更高，所以要有更多收入才能获利，但事实证明此时许多杂志都无法吸引更多广告来维持运转，最终只能停刊，《想象》便是其一。哈姆林停办《想象》和《想象传说》，把钱全部集中到《流氓》。1958年10月的第63期《想象》沦为绝响，已更名《太空旅行》（Space Travel）的《想象传说》也在11月发行最后一期。两本杂志停办前都没有提前告知读者，不过《想象》在最后一期取消之前一直坚持的读者来信、书评和笔友专栏。
此时，美国出版业界还没有养成每年公布杂志发行量的习惯，法律也没有强制要求，所以杂志的实际销量已不可考。不过可以参考比《想象》早一年创刊的《奇幻科幻杂志》（The Magazine of Fantasy and Science Fiction），该杂志比《想象》热销，1949年秋的创刊号卖出近六万份。

## 内容和评价

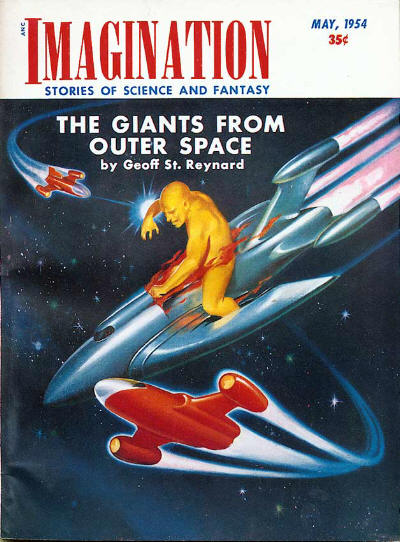
1953年5月《想象》封面

创刊号杂志的封面故事是切斯特·盖尔（Chester S. Geier）的《灵魂大盗》（The Soul Stealers），他经常在齐夫-戴维斯集团的《惊奇故事》和《奇妙历险》发表作品。《灵魂大盗》是科学奇幻小说，讲述来自另一个维度空间的美丽女子列塔（Leeta）盗取男人的灵魂，期望能挽救父亲的生命。封面插图由汉尼斯·博克（Hannes Bok）创作，显示列塔坐在会飞的巨大坐骑上。创刊号杂志的撰稿人还包括多产作家罗格·菲利普斯（Rog Phillips），以及前一年刚刚发表处女作的克里斯·内维尔（Kris Neville）。。最初几年的《想象》几乎每期都有内维尔的文章，其他作品大户包括德怀特·斯温（Dwight V. Swain）、丹尼尔·加洛耶（Daniel F. Galouye）和米尔顿·莱瑟（Milton Lesser）。此外，杂志发行末期经常刊登埃德蒙·汉密尔顿（Edmond Hamilton）的作品。长篇小说是杂志最主要的卖点。
除上述此时名气一般，但经常发表小说的作家外，《想象》偶尔也有名家亮相。1951年4月杂志刊载雷·布莱伯利的《消防气球》（The Fire Balloons），但所用的标题改为《标志以内》（…In This Sign），这篇小说后来收入布莱伯利的合集长篇《火星纪事》和《绘图人》（The Illustrated Man）。1952年5月登载的《期末考试》（Final Examination）是罗伯特·谢克里发表的第一篇职业作品，在杂志发文的其他名家包括波尔·安德森、约翰·温德姆（John Wyndham，采用化名约翰·贝农）、詹姆斯·布莱什（James Blish）、菲利普·狄克、哈兰·艾里森、罗伯特·海因莱因、弗雷德里克·波尔和罗伯特·西尔柏格。
科幻史学家普遍认为《想象》在20世纪50年代的同类杂志中表现不佳，只不过发行寿命比较长而已。唐纳德·塔克（Donald H. Tuck）在著作《科幻和奇幻百科全书》（Encyclopedia of Science Fiction and Fantasy）中对杂志发表的小说嗤之以鼻，觉得“没几部值得一提，大部分都是跨行星、太空歌剧或冒险题材”。科幻作家兼评论家布莱恩·斯坦伯福德（Brian Stableford）称书中“大部分都是老一套的太空歌剧”。詹姆斯·布莱什甚至把《想象》称为“基本没人看”的杂志。哈姆林的编辑政策有意与主知主义唱反调，他在1951年11月的杂志上发表社论，断言“科幻从来就不是为教育而生的绝技，所谓的‘成人’故事不过是编者想要证明自己有多聪明，读者又有多愚蠢”。哈姆林表示，《想象》的目标是提供娱乐：“我们需要放松，娱乐读物就是好方法”。部分读者认同哈姆林的意见，科幻爱好者格雷格·卡尔金斯（Gregg Calkins）在1952年的爱好者杂志发文，同意哈姆林社论中的看法。
1951年4月，杂志开办“粉多拉魔盒”（Fandora's Box）科幻粉丝文化常驻专栏。前五年的专栏文章由热心科幻爱好者玛丽·沃尔夫（Mari Wolf）执笔，1956年由罗伯特·布洛克接手直至停刊。专栏反响极佳，在所有美国科幻专业杂志中都很罕见。每期杂志都附有社论，除最后一期外均有读者来信专栏。1953年6月杂志开办书评专栏，起初由马克·林斯伯格（Mark Reinsberg），然后在连续两期与亨利·博特合作后从1954年5月开始改由后者接手。1957年2月，杂志新增“宇宙笔会”（Cosmic Pen Club）专栏，可供读者寻求笔友。这些专栏一经开办就从未中断，仅有最后一期取消。1951年9月，杂志封二经常会用短文介绍该期小说或插图的某位作者，有些短文就是该作者撰笔，可能还会附照片，这在其他杂志上也很罕见。通过这种形式介绍的作者包括海莱因、埃文·亨特（Evan Hunter）和狄克。“介绍作者”栏目在1954年10月至1955年1月暂停四期，后从1956年4月起取消。此外，1953年5月杂志的封二没有介绍作者，而是刊登前一年芝加哥世界科幻大会的照片。为杂志贡献封面最多的画家是哈罗德·麦考利（Harold W. McCauley）、劳埃德·罗格南（Lloyd Rognan）、马尔科姆·史密斯（Malcolm Smith）和威廉·特里（William Terry）。

## 书目详细信息

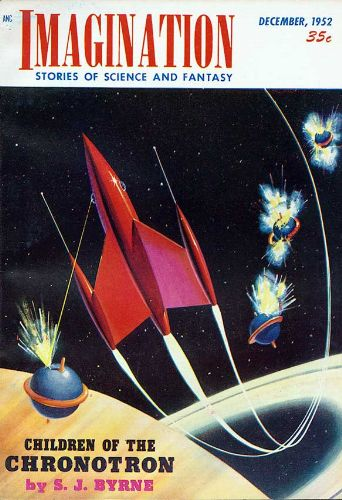
马尔科姆·史密斯创作的1952年12月杂志封面，体现1951年6月刊开始调整的封面布局

《想象》前17期为文摘杂志尺寸（19.1×14厘米），后46期略为缩短到18.4×14厘米。每个日历年出版的杂志为一卷，无论这年一共发行多少期。1950年的第一卷仅有两期，此后各卷最少有五期，最多12期，具体视各年出版频率。与其他大部分杂志不同，《想象》把总期号和卷号一起印在书脊上。创刊号标示的日期是1950年10月，此后按双月刊频率出版到1952年9月，仅1951年6月刊的下一期推迟到同年9月。1952年9月之后的四期分别是同年10月、12月，1953年1月和2月。1953年4月，杂志开始按月刊周期不间断发行到1955年7月，下一期在同年10月面世，接下来杂志恢复双月刊周期并且坚持到1958年10月的最后一期。《想象》的定价始终是35美分，刊头上的杂志名称也一直不变，但封面和书脊的书名起初是《想象：科学和奇幻故事》（Imagination: Stories of Science and Fantasy），1955年10月起改为《想象：科幻》（Imagination: Science Fiction）。
前28期杂志均有166页，但从1954年4月开始减至134页直到停刊。封面布局起初和《异世界》如出一格，但1951年6月起有明显变更，杂志标题有白色横幅背景，此后除偶尔使用不同颜色的标题横幅背景外，封面风格没有明显变化。书脊起初也像《异世界》一样采用彩色背景和淡白文字，后改为白色背景，红色或蓝色文字。
前两期杂志由克拉克出版社发行，标示的主编姓名是雷蒙德·帕尔默，但他实际因摔伤入院，大部分工作是由比娅·马哈蒂完成，部分来源因此把马哈蒂列为主编。威廉·哈姆林从第三期开始接手主编位置，出版商也换成他开办的绿叶出版公司直至停刊。

### 脚注
1. 1 2  Hamling, "The Editorial", in Imagination, November 1951, pp. 146–147.
2. ↑  Nicholls & Clute, "Genre SF"; Edwards & Nicholls, "Astounding Science-Fiction"; Stableford, "Amazing Stories"; Edwards & Nicholls, "SF Magazines", all in Nicholls & Clute, "Encyclopedia of Science Fiction".
3. ↑  Edwards & Nicholls, "SF Magazines", in Nicholls & Clute, Encyclopedia of Science Fiction, p. 1068.
4. 1 2  Ashley, History of the Science Fiction Magazine Vol. 3, pp. 323–325.
5. 1 2  Mike Ashley, Transformations, pp. 7–10.
6. ↑  Ashley, History of SF Magazine Vol. 3, pp. 45–46.
7. ↑  issues of Other Worlds.
8. ↑  Ashley, History of SF Magazine Vol. 3, pp. 48–49.
9. ↑  Michael Ashley, Transformations, pp. 190–193.
10. 1 2 3 4 5 6 7 8  issues of Imagination.
11. ↑  Statement Required by the Act of October 23, 1962.
12. ↑  Mike Ashley, Transformations, p. 22.
13. 1 2 3  Stableford, "Imagination", in Nicholls & Clute, Encyclopedia of Science Fiction, p. 615.
14. 1 2 3 4 5  Donald H. Tuck, Encyclopedia of SF, pp. 570–571.
15. ↑  Atheling, More Issues at Hand, p. 38.
16. ↑  Imagination is Fun.
17. ↑  Fan Guest of Honor.
18. ↑  Mike Ashley, Transformations, pp. 365–389.
19. ↑  Mike Ashley, Transformations, p. 329.